# Туман (фільм, 1988)
«Туман» («Rūkas») — радянський художній фільм 1988 року, знятий режисером Гедимінасом Лашисом на Литовській кіностудії.

## Сюжет
Інженер Грігас, людина скромна і невигадлива, працює соціологом на заводі. Його життя звичайне: чвари з товаришами по службі, безгрошів'я, життєві проблеми. Так би він і прожив, якби одного разу «ділові люди» не запропонували йому попрацювати на них. Грігас стає на роздоріжжі: працювати з мафією і жити в достатку або продовжувати скромно існувати, але не зраджувати своїх принципів.

## У ролях
- Вітаутас Григоліс — Вітас Грігас (озвучив Валентин Грачов)
- Юлія Каваляускайте — Біруте
- Біруте Паташене — Лайма (озвучувала Марина Дюжева)
- Дайнора Таутавічюте — спільниця шахраїв
- Рімантас Багдзявічюс — Ролас (озвучив Борис Токарєв)
- Альбінас Буднікас — Радзявічюс, начальник позавідомчої охорони (озвучив Володимир Ферапонтов)
- Айстіс Дауняцкас — Вітяніс, син Вітаса
- Костас-Арвідас Гріцюс — роль другого плану
- Юозас Ярушявічюс — Пятрас
- Ремігіюс Сабуліс — Зенюс, робітник
- Любомирас Лауцявічюс — начальник
- Нійоле Нармонтайте — дівчина в квартирі Радзявічюса
- Вільгельмас Вайчекаускас — співробітник Вітаса
- Она Залішаускайте — домробітниця Радзявічюса
- Дарюс Глямжа — роль другого плану
- Кароліс Гайдіс — роль другого плану
- Арунас Янкявічюс — роль другого плану
- Відмантас Крапавіцкас — водій «Жигулів»
- Сігітас Рамяліс — приятель Пятраса
- Генрікас Жукаускас — роль другого плану
- Міле Шаблаускайте — вахтер

## Знімальна група
- Режисер — Гедимінас Лашис
- Сценарист — Рімантас Шавяліс
- Оператори — Альгімантас Мікутенас, Альбінас Славінскас
- Композитор — Аудрюс Бальсіс
- Художник — Арунас Вайткунас